# La Roque-Gageac
La Roque-Gageac è un comune francese di 431 abitanti situato nel dipartimento della Dordogna nella regione della Nuova Aquitania.

## Altri progetti

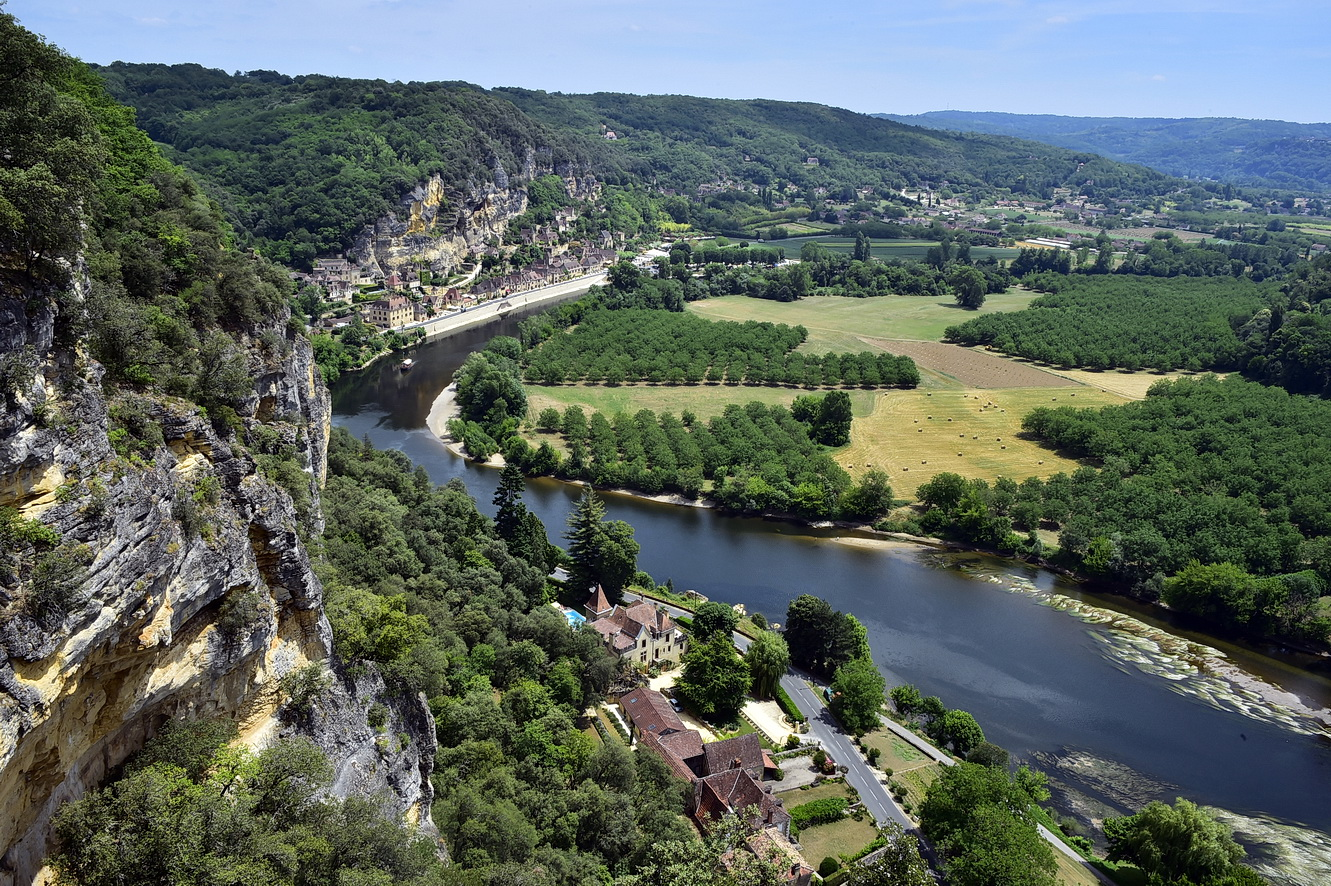
La Roque-Gageac e la valle della Dordogna

## Società

### Evoluzione demografica
Abitanti censiti